# Station Vichy
Station Vichy is een spoorwegstation in de Franse gemeente Vichy.

## Geschiedenis
Voor de bouw van het station waren kuurgasten die Vichy wilden bezoeken per trein verplicht af te stappen in het station van Saint-Germain-des-Fossés en de laatste tien kilometer in een huurkoets af te leggen. Daarom werd in 1861, bij de plannen voor de uitbouw van Vichy als belangrijk kuuroord, de aanleg van een treinstation voorzien. Keizer Napoleon III was persoonlijk betrokken bij deze plannen. De plannen voor de infrastructuurwerken waren van ingenieur Pierre-Dominique Bazaine en de plannen voor het stationsgebouw van architect Denis Darcy. Het jaar erop werd het stationsgebouw al in gebruik genomen.
Het stationsgebouw van 1862 was erg luxueus ingericht om de kuurgasten te ontvangen. De binnenkant van het stationsgebouw werd afgebroken bij renovatiewerken in 1977 zodat van het oorspronkelijke gebouw enkel de buitengevel met zijn uurwerk overblijft.
Het station werd grondig vernieuwd. In 2009 was deze renovatie klaar.

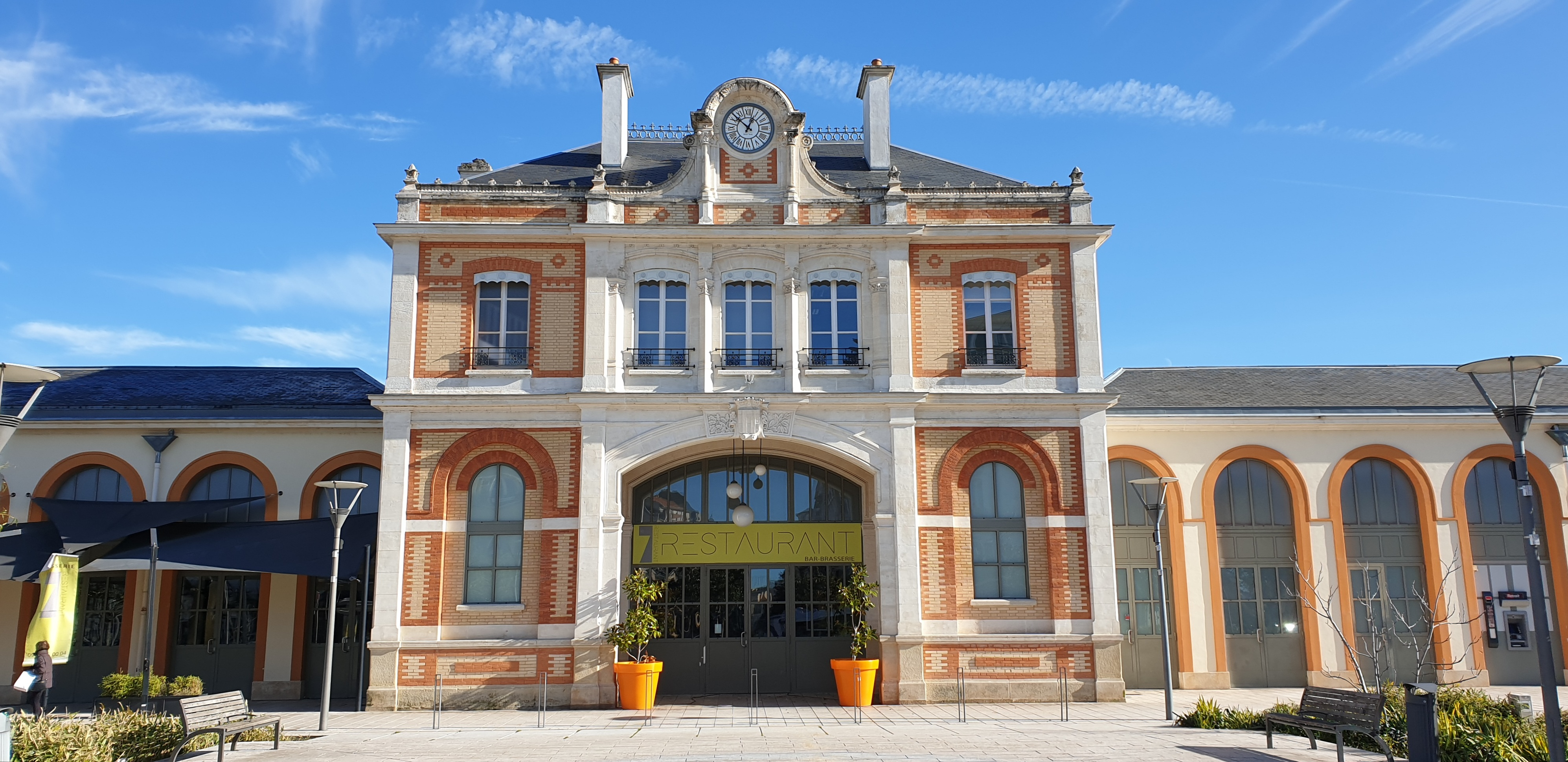
Voorgevel